# 불가사의 던전 떠돌이 시렌 외전: 여검사 아스카 등장!
《불가사의 던전 떠돌이 시렌 외전: 여검사 아스카 등장!》은 네버랜드가 개발한 로그라이크 롤플레잉 비디오 게임이다. 《불가사의 던전》의 하위 시리즈 《떠돌이 시렌》의 외전으로, 드림캐스트로 제작돼 2002년 출시됐다.
《떠돌이 시렌 2》에 출연한 조연 아스카가 주인공으로, '코가'와 '하치마텐' 두 장으로 나뉘어 이야기가 진행된다. 드림캐스트판과 윈도우판 모두 출시 당시 온라인 기능을 지원해, 매주마다 업데이트 되는 '주간 던전', 난이도가 상승하는 '챌린지 던전' 등 새로운 던전에 도전할 수 있었다.
2002년, 드림캐스트판이 발매된 해에 마이크로소프트 윈도우 이식판이 발매됐으며 이후 2004년 인터넷 연결기능이 추가된 판이 재발매됐다.

## 출시
《떠돌이 시렌 외전》은 2002년 2월 7일 세가가 배급해 드림캐스트 플랫폼으로 처음 출시됐다. 2002년 12월 20일, 춘소프트가 배급한 마이크로소프트 윈도우판이 출시됐다. 2004년 2월 27일, 온라인 연결기능이 추가된 윈도우 재발매판이 출시됐다.

## 반응
《떠돌이 시렌 외전》 드림캐스트판은 일본서 2002년 말까지 50,750장의 판매량을 기록했다.

## 참조

### 내용주
1. ↑  일본어: 不思議のダンジョン 風来のシレン外伝 女剣士アスカ見参!